# Sceloporus couchii
Sceloporus couchii är en ödleart som beskrevs av  Baird 1859. Sceloporus couchii ingår i släktet Sceloporus och familjen Phrynosomatidae. Inga underarter finns listade i Catalogue of Life.